# Polen i Junior Eurovision Song Contest
Polen debuterade i Junior Eurovision Song Contest 2003 och har till och med 2024 deltagit 11 gånger. Första gången kom de sist, och andra gången delad sistaplats med Lettland. Därefter drog sig landet ur tävlingen fram till 2016 och har fortsatt tävla sen dess. Landets första seger kom 2018 vilket ledde till deras första värdskap året därpå, då de vann igen och blev det första land att vinna tävlingen två år i rad.

## Bidrag genom åren
| År                               | Artist            | Sång                 | Översättning            | Placering | Poäng |
| -------------------------------- | ----------------- | -------------------- | ----------------------- | --------- | ----- |
| 2003                             | Katarzyna Żurawik | Coś mnie nosi        | Någonting stör mig      | 16        | 3     |
| 2004                             | KWADro            | Łap życie            | Fånga livet             | 18        | 3     |
| Deltog inte mellan 2005 och 2015 |                   |                      |                         |           |       |
| 2016                             | Olivia Wieczorek  | Nie zapomnij         | Glöm inte               | 11        | 60    |
| 2017                             | Alicja Rega       | Mój dom              | Mitt hus                | 8         | 138   |
| 2018                             | Roksana Węgiel    | Anyone I Want to Be  | Någon jag vill vara     | 1         | 215   |
| 2019                             | Wiktoria Gabor    | Superhero            | Superhjälte             | 1         | 278   |
| 2020                             | Ala Tracz         | I'll Be Standing     | Jag står kvar           | 9         | 90    |
| 2021                             | Sara James        | Somebody             | Någon                   | 2         | 218   |
| 2022                             | Laura             | To the Moon          | Till månen              | 10        | 95    |
| 2023                             | Maja Krzyżewska   | I Just Need a Friend | Jag behöver bara en vän | 6         | 124   |
| 2024                             | Dominik Arim      | All Together         | Alla tillsammans        | 12        | 61    |